# The Atlantic
The Atlantic är en amerikansk tidskrift grundad 1857 under namnet The Atlantic Monthly. Tidningen grundades i Boston av Moses Dresser Phillips och Francis H. Underwood och tidskriften blev känd för sina kvalitativa artiklar skrivna av amerikanska kulturpersonligheter som Ralph Waldo Emerson, Harriet Beecher Stowe och Henry Wadsworth Longfellow. Tidningens första chefredaktör var James Russell Lowell. Alltsedan grundandet har tidskriften innehållit artiklar om litteratur, politik och utrikesfrågor. Tidningen har också publicerat en mängd noveller författade av bland andra Henry James, Mark Twain och James Dickey.

## Format och utgivning
Tidningen gavs, som namnet antyder, länge ut en gång per månad men kommer nuförtiden ut tio gånger per år. I 144 år gavs tidskriften ut månatligen för att 2001 minska till 11 gånger per år och sedan 10 gånger per år 2003. Det var dock först 2004 som namnet ändrades till The Atlantic. Tidningen, som alltid haft en speciell koppling till Boston och New England, flyttade 2005 till Washington D.C..

## Historia

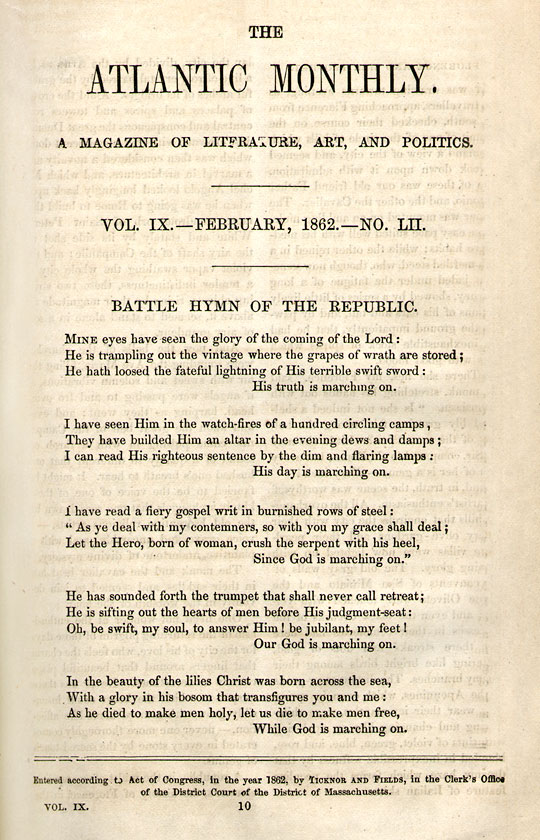
Framsidan till The Atlantic Monthly februari 1862, innehållande texten till "Battle Hymn of the Republic".

The Atlantic har genom åren varit först med att publicera ett antal texter och essäer, bland andra "Battle Hymn of the Republic" av Julia Ward Howe i februari 1862 och framtidsvisionen "As We May Think" av Vannevar Bush i juli 1945. Martin Luther Kings fängelsebrev "Letter from Birmingham Jail", i vilket han försvarar civil olydnad, publicerades också här, i augusti 1963.

## Lista över chefredaktörer
- James Russell Lowell, 1857–1861
- James Thomas Fields, 1861–1871
- William Dean Howells, 1871–1881
- Thomas Bailey Aldrich, 1881–1890
- Horace Elisha Scudder, 1890–1898
- Walter Hines Page, 1898–1899
- Bliss Perry, 1899–1909
- Ellery Sedgwick, 1909–1938
- Edward A. Weeks, 1938–1966
- Robert Manning, 1966–1980
- William Whitworth, 1980–1999
- Michael Kelly, 1999–2003
- Cullen Murphy, tillförordnad, 2003–2006
- James Bennet, 2006-2016
- Jeffrey Goldberg, 2016 -[4]